# Данте Барановський
Да́нте Барано́вський (пол. Dante Baranowski; 25 травня 1882, Венеція — 16 червня 1925, Криниця-Здруй, нині — Польща) — польський скрипаль, музичний критик, хоровий диригент, антрепренер, театральний актор, поет.

## Життєпис
1891—1901 — навчання на філософському факультеті Львівського університету і в консерваторіях Львова та Відня.
Працював скрипалем в оркестрі та викладачем солістів опери в Ґраці. Після повернення до Львова працював диригентом хору аматорів, а також писав музичні рецензії в часописі «Gazeta Lwowska». Був диригентом хору Львівського університету і політехнічного інституту.
1908 — організував і очолив Львівське музичне товариство і його оркестр.
1912—1913 — організував Союз театрів і селянських хорів.
1913—1914 років працював у польському театрі в Познані, а 1914—1915 років очолював театр у Закопане.
1916 року очолював театр у Тарнові.
1918 — директор Львівського польського театру,
1919 — переїхав до Кракова. 1920—1921 — працює в Краківському театрі «Багатела».
1922 року організував театри в Щавниці та Кельцях.
1912–1913, 1918 — художній керівник Львівського польського театру, з яким гастролював у Галичині, ставлячи зокрема п'єси Станіслава Пшибишевського.
Його дружиною була поетеса і драматург Марія Плажек, з якою він одружився в 1908 році.